# 2275 Cuitlahuac
2275 Cuitlahuac este un asteroid din centura principală, descoperit pe 16 iunie 1979 de Hans-Emil Schuster.